# Ermogene (prefetto del pretorio)
Ermogene (latino: Hermogenes; ... – 361) fu un funzionario dell'Impero romano, Prefetto del pretorio d'Oriente dal 358 al 360.

## Biografia
Era originario della regione del Ponto.
Da giovane servì alla corte di Licinio; in particolare, fungeva da messaggero quando l'imperatore voleva consultare gli oracoli. Raggiunta la maggiore età, lasciò la corte e si diede agli studi filosofici, perfezionando la conoscenza di greco e latino. Successivamente andò a Costantinopoli, alla corte di Costantino I ricoprendo una carica (magister di uno dei sacra scrinia o quaestor sacri palatii). Qualche anno dopo la morte di Costantino (337), fu nominato proconsole di Acaia, forse dal figlio Costanzo II; in tale qualità restaurò il porto di Corinto.
Ricoprì la carica di praefectus urbi tra il 19 maggio 349 e il 27 febbraio 350.
Nel 358 (prima del 24 agosto) succedette a Strategio Musoniano nella carica di Prefetto del pretorio d'Oriente. Era in carica il 28 maggio 359, data di una legge a lui indirizzata e conservata nel Codice teodosiano (I.7.1). Secondo Ammiano Marcellino morì all'inizio del 361, mentre era in carica, ma nel febbraio 360 era già in carica il suo successore Elpidio, e l'oratore Libanio afferma di aver litigato con Ermogene ma di essersi riconciliato con lui dopo le dimissioni; è quindi probabile che abbia dato le dimissioni all'inizio del 360 e sia morto all'inizio del 361.
Ermogene è citato in molte lettere di Libanio e ricevette una lettera da Basilio di Ancira. Aveva interessi negli studi filosofici e mostrò favore per Libanio, che ne lodò l'amministrazione temperata.